# Eumorphus coloratus
Eumorphus coloratus es una especie de coleóptero de la familia Endomychidae.

## Distribución geográfica
Habita en Sumatra Java.